# جون إي. فلويد
جون إي. فلويد هو اقتصادي كندي، ولد في 6 مايو 1937 في موسجاو في كندا.